# Village Potemkine

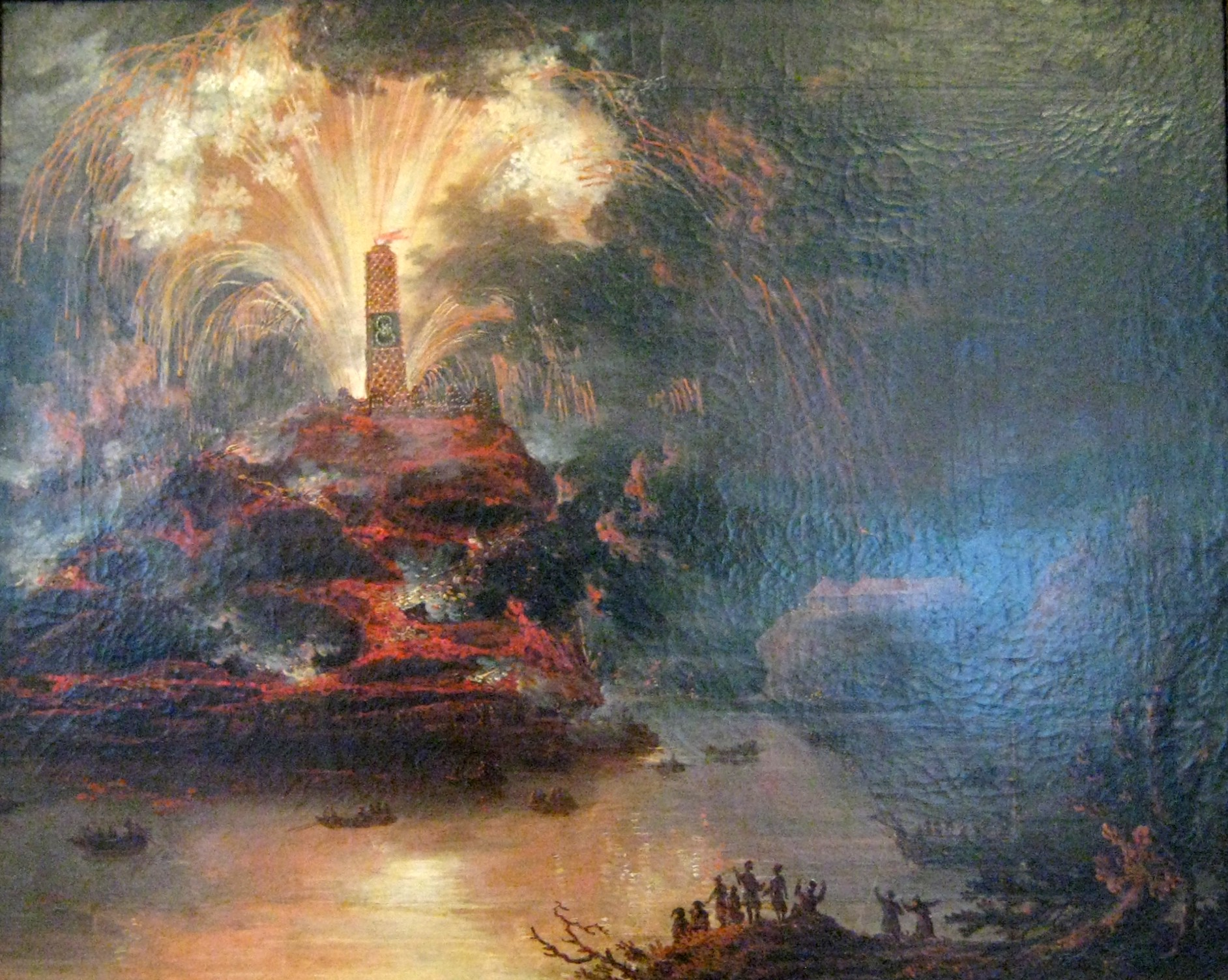
Feux d'artifice lors d'une visite de Catherine II de Russie en Crimée, tableau anonyme.

L'expression « village Potemkine » désigne un trompe-l'œil à des fins de propagande. 
Selon une légende historique, de luxueuses façades en carton-pâte auraient été érigées à la demande du ministre russe Grigori Potemkine afin de masquer la pauvreté des villages lors de la visite de l'impératrice Catherine II en Crimée en 1787.

## Controverse
Selon Vladimir Volkoff, l'expression aurait été inventée par Georg von Helbig, un diplomate saxon qui cherchait à discréditer Grigori Potemkine auprès de l'impératrice Catherine II, au moyen d’un pamphlet publié en 1797. Ce pamphlet accusait Potemkine d'avoir fait construire de beaux mais faux villages afin de plaire à sa souveraine en visite dans la région dix ans plus tôt. Potemkine avoua avoir fait fleurir, endimancher et apprêter les villages visités, mais nia formellement avoir fait construire des villages « décors », affirmant qu'il n'y avait pas de misère à cacher en Nouvelle-Russie.

### Témoignage du prince de Ligne
Au sein de la vaste suite accompagnant l'impératrice lors de sa tournée, le prince Charles-Joseph de Ligne figure parmi les dignitaires privilégiés. Dans la correspondance avec la marquise de Coigny qu'il entretient lors de son voyage en Crimée, il s'exprime de la sorte au sujet du « conte ridicule » que certains répandaient injustement : 

« Ceux même d'entre les Russes qui sont fâchés de n'avoir pas été avec nous prétendront qu'on nous a trompés et que nous trompons. On a déjà répandu le conte ridicule qu'on faisoit transporter sur notre route des villages de carton de cent lieues à la ronde ; que les vaisseaux et les canons étoient en peinture, la cavalerie sans chevaux, etc. […] Je sais très bien ce qui est escamotage : par exemple, l'impératrice, qui ne peut pas courir à pied comme nous, doit croire que quelques villes, pour lesquelles elle a donné de l'argent, sont achevées ; tandis qu'il y a souvent des villes sans rues, des rues sans maisons et des maisons sans toit, porte ni fenêtres. On ne montre à l'impératrice que les boutiques bien bâties en pierres, et les colonnades des palais des gouverneurs généraux, à quarante-deux desquels elle a fait présent d'une vaisselle d'argent de cent couverts. On nous donne souvent, dans les capitales des provinces, des soupers et des bals de deux cents personnes. »

— Charles-Joseph de Ligne.
Selon son témoignage, lesdits villages ne sont que le fruit de la médisance, mais l'entourage de l'impératrice aurait volontairement dissimulé certains aspects (campements de Roms, mendiants, violences cosaques) afin de lui présenter le pays sous son meilleur jour.

### Historiens contemporains
Pour Simon Sebag Montefiore, l'existence des villages Potemkine relève plus de la fiction que de la réalité historique. Aleksandr Panchenko, spécialiste de la Russie du XIXe siècle, conclut, après lecture de la correspondance et des mémoires de l'époque, que les villages Potemkine sont un mythe culturel. Il ajoute que, si Potemkine a effectivement enjolivé des villes et des villages existants, il n'a pas dissimulé qu'il s'agissait d'un artifice.
Serhiy Plokhiy souligne que Catherine II a bien vu des villages artificiels mais que la tromperie ne résidait pas dans le fait qu'ils n'étaient que des façades construites sur l'ordre de Potemkine : il s'agissait de Cosaques désormais chassés de leurs terres.

## Usages modernes

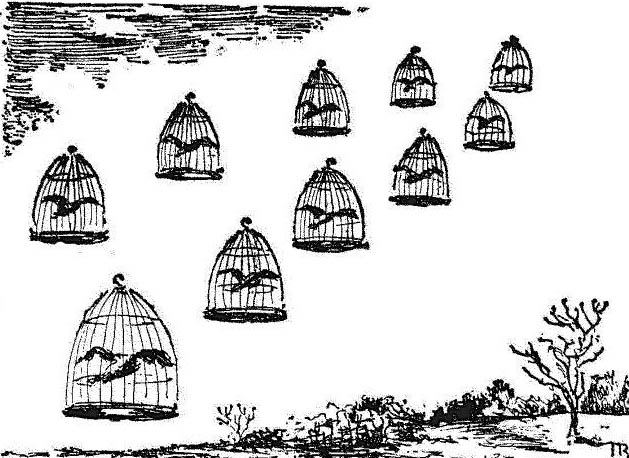
Dessin dissident du caricaturiste russe Vitaliy Peskov sur la vie soviétique (années 1970).

En URSS, dans le bloc de l'Est, en Chine et dans les autres États communistes, les touristes venus du camp impérialiste devaient repartir avec l'impression que les populations locales vivaient au moins aussi bien et aussi librement, sinon mieux, qu'à l’ouest du rideau de fer : pour cela, l'« Intourist » et ses homologues disposaient d'hôtels, de villages de vacances, de restaurants, de boutiques Beriozka et de wagons de chemin de fer confortables, propres, où le chauffage, les ascenseurs et l'eau courante y compris chaude fonctionnaient correctement, et qui étaient réservés à cette clientèle particulière et à la nomenklatura laquelle, naturellement, était fort satisfaite du système, et veillait à éviter les contacts des touristes avec la population ordinaire (qui ne se plaignait pas non plus, car cela aurait été considéré comme de la « propagande contre-révolutionnaire », voire comme de l'« espionnage au profit d'un pays impérialiste »). Ce système était efficace, comme en témoignent les récits de nombreux intellectuels et touristes occidentaux qui revenaient de ces pays sans y avoir rien vu d'inquiétant. Pendant la Grande Guerre patriotique, les fourgons cellulaires du NKVD de Moscou, sans fenêtres, portaient sur leurs flancs l'inscription « Mясо Meat Fleisch Viande », qui donnait aux visiteurs étrangers l'impression que même en pleine guerre, l'approvisionnement des Moscovites en produits carnés était suffisant. Par métonymie, divers autres auteurs désignèrent ce système par l'expression de « villages Potemkine », sous-entendant ainsi que l'URSS ne faisait que poursuivre une tradition commencée par les tsars.
Dans les années 1960, au plus fort de la répression sanglante du soulèvement tibétain, les autorités chinoises affirmaient que la société théocratique tibétaine était constituée de féodaux et de monastères exploiteurs d'un côté, et d'un peuple d'esclaves et de serfs de l'autre, que la République populaire était en train de libérer : les visiteurs étrangers suivaient un « circuit Potemkine » comprenant une ferme collective, une usine et un hôpital modèles où ils entendaient les récits d'anciens « esclaves ou serfs libérés », prêts à conter de terribles histoires magnifiant l'intervention militaire chinoise au Tibet,.
Le village modèle de Kijong en Corée du Nord a également été qualifié de « village Potemkine ».
Dans la colonie française du Cameroun des années 1950, le président de l'Assemblée du Cameroun, André Bovar, se souvient de « villages Potemkine » organisés à l'occasion des visites de délégations onusiennes : « Les visites de l'ONU, ça se passait bien. On connaissait leur itinéraire à l'avance. Par conséquent, on blanchissait les cases et on rénovait les écoles. C'était très décontracté, et le résultat d'ailleurs était très favorable. »
Le photographe autrichien Gregor Sailer a exposé en 2018 ses images des villages Potemkine modernes.
En Afghanistan, à la suite de l'offensive fulgurante des talibans d'août 2021 qui reprennent le contrôle de la totalité du pays en moins d'un mois après le départ des troupes américaines, plusieurs analystes décrivent l'État afghan mis en place par les États-Unis comme un « État Potemkine » limité à la ville de Kaboul, illusoire, coûteux et intenable sans perfusion financière de la communauté internationale,.
En février-mars 2022, la notion d'« armée Potemkine » a été utilisée pour désigner les forces armées russes, qui bien qu'impressionnantes lors des défilés (notamment ceux du Jour de la Victoire sur la place Rouge) et des grandes manœuvres et glorifiées dans les médias russes, se sont montrés d'une piètre efficacité lors des premiers mois de l'invasion de l'Ukraine. En septembre 2022, la proclamation d'annexion par la Russie de plusieurs oblasts ukrainiens (de Kherson, de Zaporijjia, de Louhansk et de Donetsk), alors que ces territoires ne sont pas encore totalement contrôlés et que le conflit reste incertain, a été comparée avec les villages Potemkine (et plus généralement à la campagne de Catherine II), dont il s'agissait d'ailleurs de la localisation précise (la « Nouvelle-Russie »). En avril 2023, la présentation dans les médias russes des quelques bâtiments reconstruits à Marioupol (ville largement détruite par l'artillerie russe et les combats de mars à mai 2022) a été qualifiée de « village Potemkine ».

## Dans la culture populaire
Dans l’humour populaire soviétique, une blague illustre le principe des villages Potemkine : « Un Occidental perdu par ses surveillants s’égare dans la campagne soviétique et arrive dans un kolkhoze ordinaire, qui n’a rien à voir avec ceux des circuits touristiques. Il aperçoit des champs en friche, la moissonneuse-batteuse désossée qui rouille dans son hangar, les quelques têtes de bétail rachitiques. Le gérant du kolkhoze l’intercepte et appelle le KGB : — « Il a tout vu, qu’est-ce qu’il faut en faire ? ». Mais les tchékistes le rassurent : — « T’en fais pas camarade : s’il se met à nous dénigrer, notre appareil de communication saura rétablir la vérité ! » ».
On voit quelque chose de semblable dans la douzième planche de la bande dessinée Tintin au pays des Soviets de Hergé (1930), quand le reporter belge s’aperçoit que les usines « marchant à plein rendement » que l’on montre aux communistes anglais venus visiter l’URSS ne sont que des décors.